# Nom Boulanger
Pour les articles homonymes, voir Boulanger (homonymie).

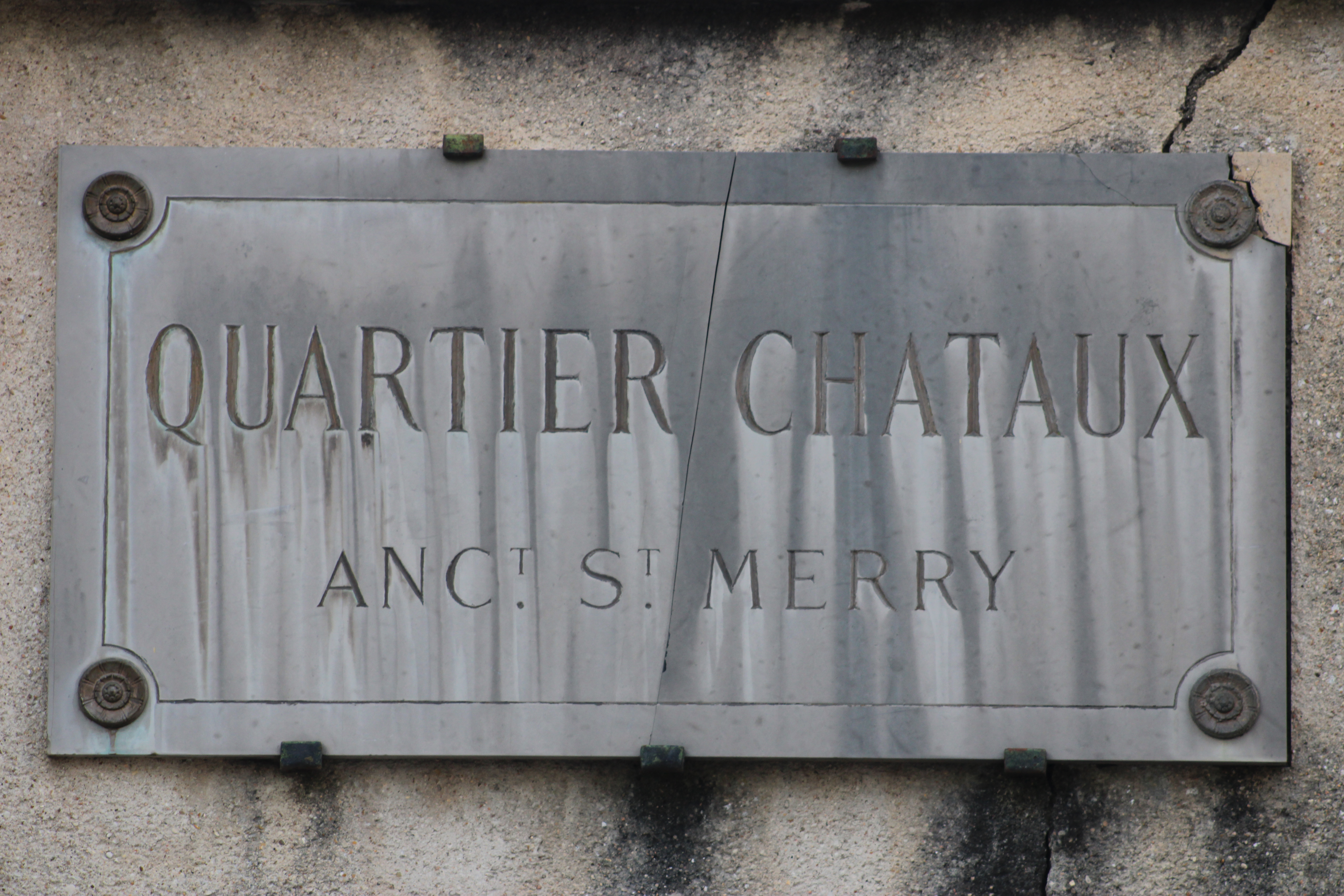
Plaque du quartier Chataux, à Fontainebleau, faisant figurer le nom Boulanger, toujours en vigueur, et l'ancien nom « quartier Saint-Merry ».

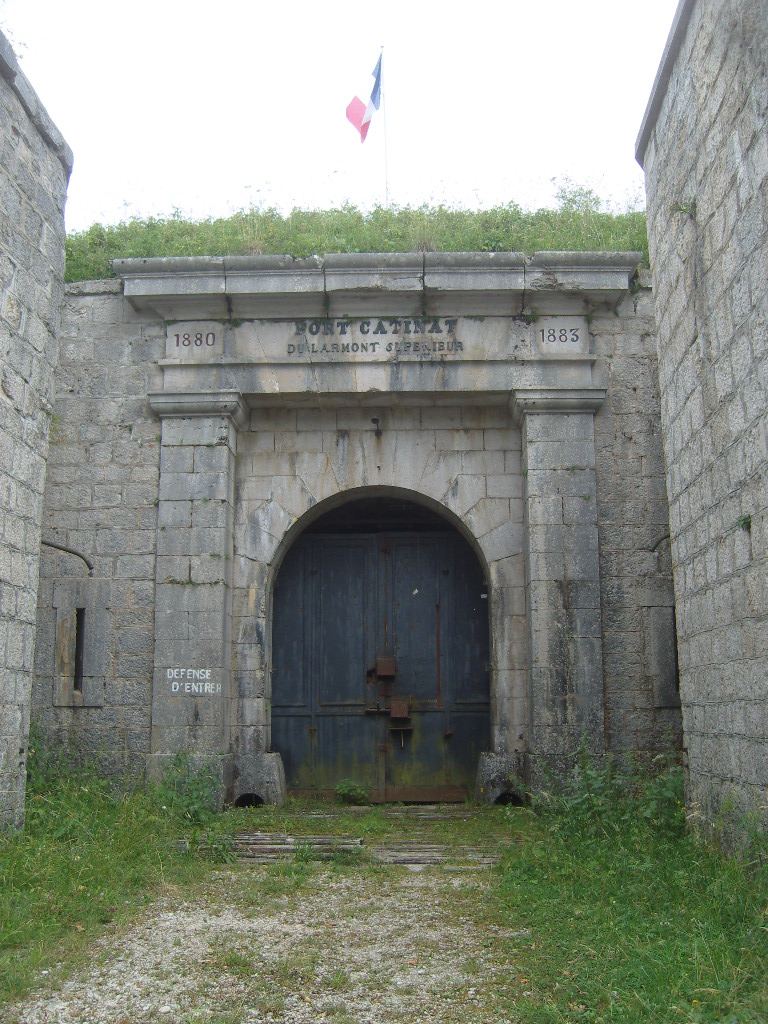
Entrée du fort du Larmont supérieur (Catinat) surmonté de l'inscription du nom.

Un nom Boulanger est la dénomination portée par une structure militaire en France, à la suite d'une disposition du ministère de la Guerre dans les années 1880, faisant référence à un nom de personnage ou de bataille illustres de l'histoire militaire nationale. Préservé pour certaines structures, il a été révoqué pour d'autres.

## Histoire
Le 7 janvier 1886, le général Georges Boulanger devient ministre de la Guerre.
Dans un vaste programme de réformes mené par celui-ci, il est notamment décidé de renommer des casernes de France et d’Algérie, ce qui est officiellement annoncé le 24 avril 1886. Le projet suscite de nombreuses critiques, et la presse n'hésite pas à s'en prendre au général.
Par le décret du 21 janvier 1887, les bâtiments militaires sont rebaptisés du nom d'une « gloire » (nom d'une personnalité), si possible militaire et locale.
Ainsi, des établissements militaires prennent de nouveaux noms, surnommés les « noms Boulanger », qui sont souvent inscrits sur le fronton au-dessus des entrées. Dans certains cas, les noms géographique et Boulanger ont été associés comme pour le fort Catinat du Larmont supérieur.
Toutefois, dès le 13 octobre 1887, le général Théophile Ferron, successeur de Boulanger au ministère, abroge ce décret et les forts reprennent officiellement leur nom d'origine, tout en conservant l'autre nom gravé.
Seuls les forts en service construits avant octobre 1887 (dont des ouvrages antérieurs au système Séré de Rivières) se sont vus attribuer un nom Boulanger. Concernant les casernes, l'habitude a été prise de leur attribuer systématiquement un nom de militaire depuis cette époque.

## Liste des établissements renommés
| Commune                  | Nom précédent ou rétabli                                 | Nom Boulanger         | Conservation | Réf.  |
| ------------------------ | -------------------------------------------------------- | --------------------- | ------------ | ----- |
| Besançon                 | Fort des Justices                                        | Fort Pajol            | Non          | [ 4 ] |
| Bermont                  | Fort du Bois-d'Oye                                       | Fort Eblé             | Non          | [ 4 ] |
| Buire                    | Fort d'Hirson                                            | Fort Dubois           | Non          | [ 4 ] |
| Feignies                 | Fort de Leveau                                           | Fort Shouller         | Non          | [ 4 ] |
| Fromeréville-les-Vallons | Fort des Sartelles                                       | Fort Rosière          | Non          | [ 4 ] |
| Pouxeux                  | Fort d'Arches                                            | Fort Berwick          | Non          | [ 4 ] |
| Seclin                   | Fort de Seclin                                           | Fort Duhoux           | Non          | [ 4 ] |
| Fontainebleau            | Quartier Saint-Honoré                                    | Quartier Boufflers    | Oui          | [ 5 ] |
| Fontainebleau            | Quartier Saint-Merry                                     | Quartier Chataux      | Oui          | [ 5 ] |
| Fontainebleau            |                                                          | Quartier Damesme      | Oui          | [ 5 ] |
| Fontainebleau            |                                                          | Quartier Lariboisière | Oui          | [ 5 ] |
| Fontainebleau            |                                                          | Quartier Raoult       | Oui          | [ 5 ] |
| Libourne                 |                                                          | Quartier Proteau      | Oui          | [ 6 ] |
| Lyon                     | Hôpital des Colinettes                                   | Hôpital Villemanzy    | Oui          |       |
| Lyon                     | Hôpital des quais du Rhône Hôpital de la Nouvelle-Douane | Hôpital Desgenettes   | Oui          |       |